# Alan Emrich
Alan Emrich, né le 1er octobre 1959 à Long Beach (Californie) et mort à Keene (New Hampshire) le 7 janvier 2025,, est un journaliste de jeu vidéo et un game designer américain. 
Il invente le terme « 4X » pour désigner une catégorie particulière des jeux de stratégie. Il contribue à la conception de Master of Orion et Master of Orion III. Il écrit de nombreux guides officiels de jeu vidéo. Il est aussi professeur en game design et en conduite de projet.